# Uzor
Az Uzor régi magyar személynév, az úz török népnév -r kicsinyítőképzős alakja, aminek az eredeti jelentése nyíl.

## Rokon nevek
- Ozor: régi magyar személynév, valószínűleg az Uzor alakváltozata, de más vélemény szerint szláv eredetű.[3]
- Uzon: régi magyar személynév, valószínűleg az Uz személynév kicsinyítőképzős alakja, ami az úzoknak a nevéből ered, de származhat az ótörök uzun szóból is, aminek a jelentése hosszú.[2]

## Gyakorisága
Az 1990-es években az Uzor, Ozor, Uzon szórványos név volt, a 2000-es években nem szerepelnek a 100 leggyakoribb férfinév között.

## Névnapok
Uzor, Uzon
- január 15.[2]
- január 16.[2]
- április 18.[2]

Ozor
- január 16.[3]

## Híres Uzorok, Ozorok, Uzonok
Ónodi Ozor Máté
Rehus Uzor György - világbajnoki ezüstérmes súlyemelő